# Martin Sauer
Martin Sauer (Wriezen, 17 december 1982) is een Duits stuurman bij het roeien. Sauer maakte zijn debuut met een negende plaats in de lichte-acht tijdens de wereldkampioenschappen roeien 2001. Tijdens de wereldkampioenschappen roeien 2006 behaalde Sauer de wereldtitel in de niet olympische vier-met-stuurman.Sauer werd niet geselecteerd voor de Olympische Zomerspelen 2008 in plaats daarvan nam hij deel aan de wereldkampioenschappen roeien 2008 voor niet olympische nummers en behaalde toen de zilveren medaille in de lichte-acht. In 2009 werd Sauer wereldkampioen in de acht. Tijdens de wereldkampioenschappen roeien 2010 en 2011 prolongeerde Sauer deze titel met de Duitse acht. Sauer stuurde de Duitse acht naar olympische gouden medaille tijdens de Olympische Zomerspelen 2012. Twee weken na Sauer zijn olympische gouden medaille behaalde hij de wereldtitel in de niet olympische lichte acht tijdens de Wereldkampioenschappen roeien 2012. Tijdens de wereldkampioenschappen roeien 2013, 2014 en 2015 moest Sauer met de Duitse acht genoegen nemen met de zilveren medaille achter de Britse acht. Sauer behaalde tijdens de Olympische Zomerspelen 2016 en 2020 de zilveren medaille in de acht.

## Resultaten
- Wereldkampioenschappen roeien 2001 in Luzern 9e in de lichte-acht
- Wereldkampioenschappen roeien 2005 in Kaizu  in de vier-met-stuurman
- Wereldkampioenschappen roeien 2006 in Eton  in de vier-met-stuurman
- Wereldkampioenschappen roeien 2007 in München  in de vier-met-stuurman
- Wereldkampioenschappen roeien 2008 in Ottensheim  in de lichte-acht
- Wereldkampioenschappen roeien 2009 in Poznań  in de acht
- Wereldkampioenschappen roeien 2010 in Cambridge  in de acht
- Wereldkampioenschappen roeien 2011 in Bled  in de acht
- Olympische Zomerspelen 2012 in Londen  in de acht
- Wereldkampioenschappen roeien 2012 in Plovdiv  in de lichte-acht
- Wereldkampioenschappen roeien 2013 in Chungju  in de acht
- Wereldkampioenschappen roeien 2014 in Amsterdam  in de acht
- Wereldkampioenschappen roeien 2015 in Aiguebelette-le-Lac  in de acht
- Olympische Zomerspelen 2016 in Rio de Janeiro  in de acht
- Wereldkampioenschappen roeien 2017 in Sarasota  in de acht
- Wereldkampioenschappen roeien 2018 in Plovdiv  in de acht
- Wereldkampioenschappen roeien 2019 in Ottensheim  in de acht
- Olympische Zomerspelen 2020 in Tokio  in de acht

1900: Carr & DeBaecke & Exley & Geiger & Hedley & Juvenal & Lockwood & Marsh & Abell ·
1904: Cresser & Gleason & Schell & Flanagan & Armstrong & Lott & Dempsey & Exley & Abell ·
1908: Gladstone & Kelly & Johnstone & Nickalls & Burnell & Sanderson & Etherington-Smith & Bucknall & Maclagan ·
1912: Burgess & Swann & Wormald & Horsfall & Gillan & Garton & Kirby & Fleming & Wells ·
1920: Jacomini & Graves & Jordan & Moore & Sanborn & Johnston & Gallagher & King & Clark ·
1924: Carpenter & Kingsbury & Lindley & Miller & Rockefeller & Sheffield & Spock & Wilson & Stoddard ·
1928: Stalder & Brinck & Frederick & Thompson & Dally & Workman & Caldwell & Donlon & Blessing ·
1932: Salisbury & Blair & Gregg & Dunlap & Jastram & Chandler & Tower & Hall & Graham ·
1936: Morris & Day & Adam & White & McMillin & Hunt & Rantz & Hume & Moch ·
1948: I. Turner & D. Turner & Hardy & Ahlgren & Butler & Brown & Smith & Stack & Purchase ·
1952: Shakespeare & Fields & Dunbar & Murphy & Detweiler & Proctor & Frye & Stevens & Manring ·
1956: Charlton & Wight & Cooke & Beer & Esselstyn & Grimes & Wailes & Morey & Becklean ·
1960: Rulffs & Schröder & F. Schepke & K. Schepke & von Groddeck & Hopp & Bittner & Lenk & Padge ·
1964: J. Amlong & T. Amlong & Budd & Clark & Cwiklinski & Foley & Knecht & Stowe & Zimonyi ·
1968: Meyer & Schreyer & Henning & Hottenrott & Ulbricht & Hirschfelder & Siebert & Ott & Tiersch ·
1972:  Hurt & Veldman & Joyce & Hunter & Wilson & Earl & Coker & Robertson & Dickie ·
1976: Baumgart & Döhn & Klatt & Lück & Wendisch & Kostulski & Karnatz & Prudöhl & Danielowski ·
1980: Krauß & Koppe & Kons & Friedrich & Doberschütz & Karnatz & Dühring & Höing & Ludwig ·
1984: Turner & Neufeld & Evans & Main & Steele & Evans & Crawford & Horn & McMahon ·
1988: Maennig & Möllenkamp & Mellinghaus & Schultz & Wessling & Eichholz & Domian & Rabe & Klein ·
1992: Wallace & Robertson & Forgeron & Barber & Marland & Rascher & Crosby & Porter & Paul ·
1996: Zwolle & Simon & Bartman & Maasdijk & Van der Zwan & Van Steenis & Florijn & Rienks & Duyster ·
2000: Lindsay & Hunt-Davis & Dennis & Attrill & Grubor & West & Scarlett & Trapmore & Douglas ·
2004: Read & Allen & Ahrens & Hansen & Deakin & Beery & Hoopman & Volpenhein & Cipollone ·
2008: Light & Rutledge & Byrnes & Wetzel & Howard & Seiterle & Kreek & Hamilton & Price ·
2012: Adamski & Kuffner & Johannesen & Reinelt & Schmidt & Müller & Mennigen & Wilke & Sauer ·
2016: Durant & Ransley & Triggs Hodge & Gotrel & Reed & Bennett, Langridge & Satch & Hill ·
2020: Mackintosh & Bond & Murray & Brake & Williamson & Wilson & Kirkham & Macdonald & Bosworth ·
2024: Bolding & Carnegie & Gibbs & Ford & Dawson & Elwes & Digby & Rudkin & Brightmore